# Hemisquilla californiensis
Hemisquilla californiensis är en kräftdjursart som beskrevs av Stephenson 1967. Hemisquilla californiensis ingår i släktet Hemisquilla och familjen Hemisquillidae. Inga underarter finns listade i Catalogue of Life.